# ラミン・オット
ラミン・シャヒン・オット（Ramin Shahin Ott, 1986年6月22日 - ）は、アメリカ領サモア出身のサッカー選手。

## 来歴
2008年まで国内（FFASサッカーリーグ）のコニカ・マシンFCに所属。チームがリーグ優勝した2007年にはシーズン最優秀選手賞を獲得した。2008年から2009年まではニュージーランドのベイ・オリンピックに在籍した。
アメリカ領サモア代表では2004年からワールドカップ予選などに出場している。2011年11月22日のトンガ戦では先制点を奪い、代表の1983年のウォリス・フツナ戦以来の勝利とFIFA公式戦初勝利に貢献した。
2013年イギリス製作（2014年5月17日日本初公開）の映画『ネクスト・ゴール!世界最弱のサッカー代表チーム0対31からの挑戦』にも出演した。

## 代表歴
アメリカ領サモア代表（2004-）11試合2得点

### 出場大会
- 2003 OFC U-17選手権
- OFCネイションズカップ2004（兼2006W杯オセアニア予選）
- 2007 サウスパシフィックゲームズ（兼2010W杯オセアニア1次予選）
- OFCネイションズカップ2012予選（兼2014W杯オセアニア1次予選）

### ゴール
| #  | 開催年月日     | 開催地         | 対戦国       | 勝敗  | 試合概要                        |
| -- | -------------- | -------------- | ------------ | ----- | ------------------------------- |
| 1. | 2007年8月25日  | サモア、アピア | ソロモン諸島 | ●1-12 | 2007 サウスパシフィックゲームズ |
| 2. | 2011年11月22日 | サモア、アピア | トンガ       | ○2-1  | OFCネイションズカップ2012予選   |